# Touff Assignment
Touff Assignment - The Cy Touff Quintet est un album de jazz du trompettiste Cy Touff. 

## Enregistrement
L'album enregistré en deux sessions comprend des titres originaux composés et arrangés par Al Cohn et Ernie Wilkins. Les musiciens sont tous des Chicagoans. Cy Touff y joue de la trompette basse.

### Musiciens
Les sessions sont enregistrées par un quintet qui est composé de:
- Cy Touff (btp), Sandy Mosse (ts), Ed Higgins (p), Bob Cranshaw (b), Marty Clausen (d).

### Dates et lieux
- 28 août 1958 et 29 août 1958 Chicago, Illinois

## Titres
Les huit pistes de cet album sont :
| N°     | Titre                           | Compositeur                               | Durée |
| ------ | ------------------------------- | ----------------------------------------- | ----- |
| Face 1 |                                 |                                           |       |
| 1.     | Soulsville                      | Al Cohn                                   | 3:16  |
| 2.     | Cyril's Dream                   | Al Cohn                                   | 3:13  |
| 3.     | How Long Has This Been Going On | George Gershwin                           | 3:35  |
| 4.     | Kissin' Cousins                 | Ernie Wilkins                             | 3:07  |
|        |                                 |                                           |       |
| Face 2 |                                 |                                           |       |
| 5.     | Keeping Out of Mischief Now     | Fats Waller, Andy Razaf                   | 3:51  |
| 6.     | I Let a Song Out of My Heart    | Duke Ellington                            | 3:39  |
| 7.     | Lamp Is Low                     | Maurice Ravel, Bert Shefter, Peter DeRose | 2:41  |
| 8.     | Tough Touff                     | Ernie Wilkins                             | 5:32  |

## Discographie
- 1958, Argo Records - LP 641 (LP)